# Joseph Le Gogal-Toulgoët
Pour les articles homonymes, voir Toulgoët.
Joseph Le Gogal-Toulgoët né le 15 février 1781 à Carhaix et mort le 7 septembre 1853 à Quimper, est un homme politique français.

## Biographie
Joseph Pierre Marie Le Gogal de Toulgoët est le fils de Théodore Le Gogal de Toulgoët et de Marie Bernardine Rannou de Kerduéler, dame de Toulgouet. Marié à Amélie Chaillou de Kérédern, il est le grand-père de Charles Haugoumar des Portes.
Sous-intendant militaire, il prend sa retraite en 1832. Conseiller municipal de Quimper, conseiller général en 1833, il est député du Finistère de 1834 à 1837, siégeant au sein du tiers-parti.

## Distinctions
- Chevalier de la Légion d'honneur (7 mai 1811)[1]

## Sources
- « Dictionnaire des parlementaires français de 1789 à 1889 (Adolphe Robert, Edgar Bourloton et Gaston Cougny) », sur gallica BNF (consulté le 4 janvier 2014)